# 东教堂 (阿姆斯特丹)

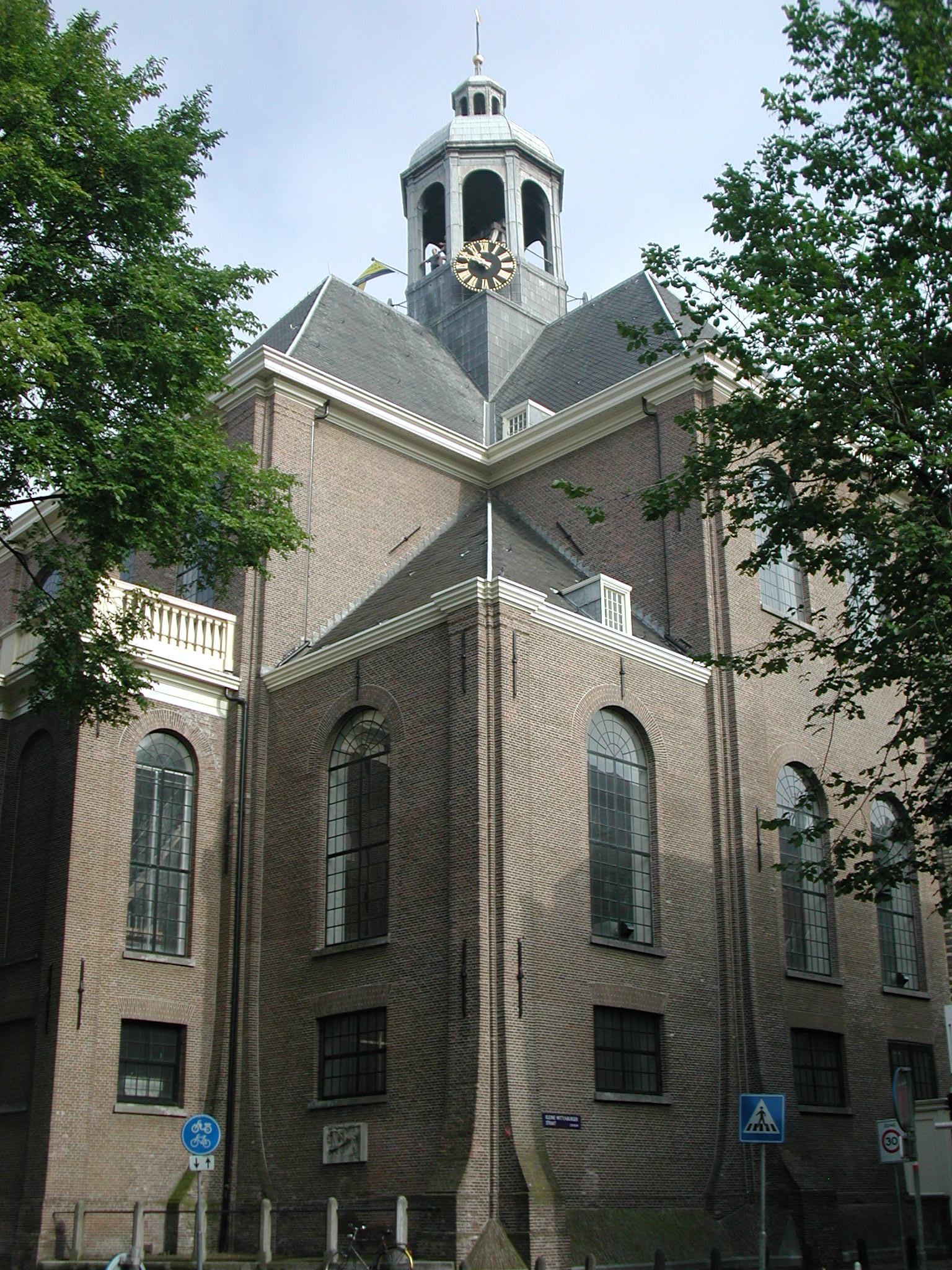
东教堂

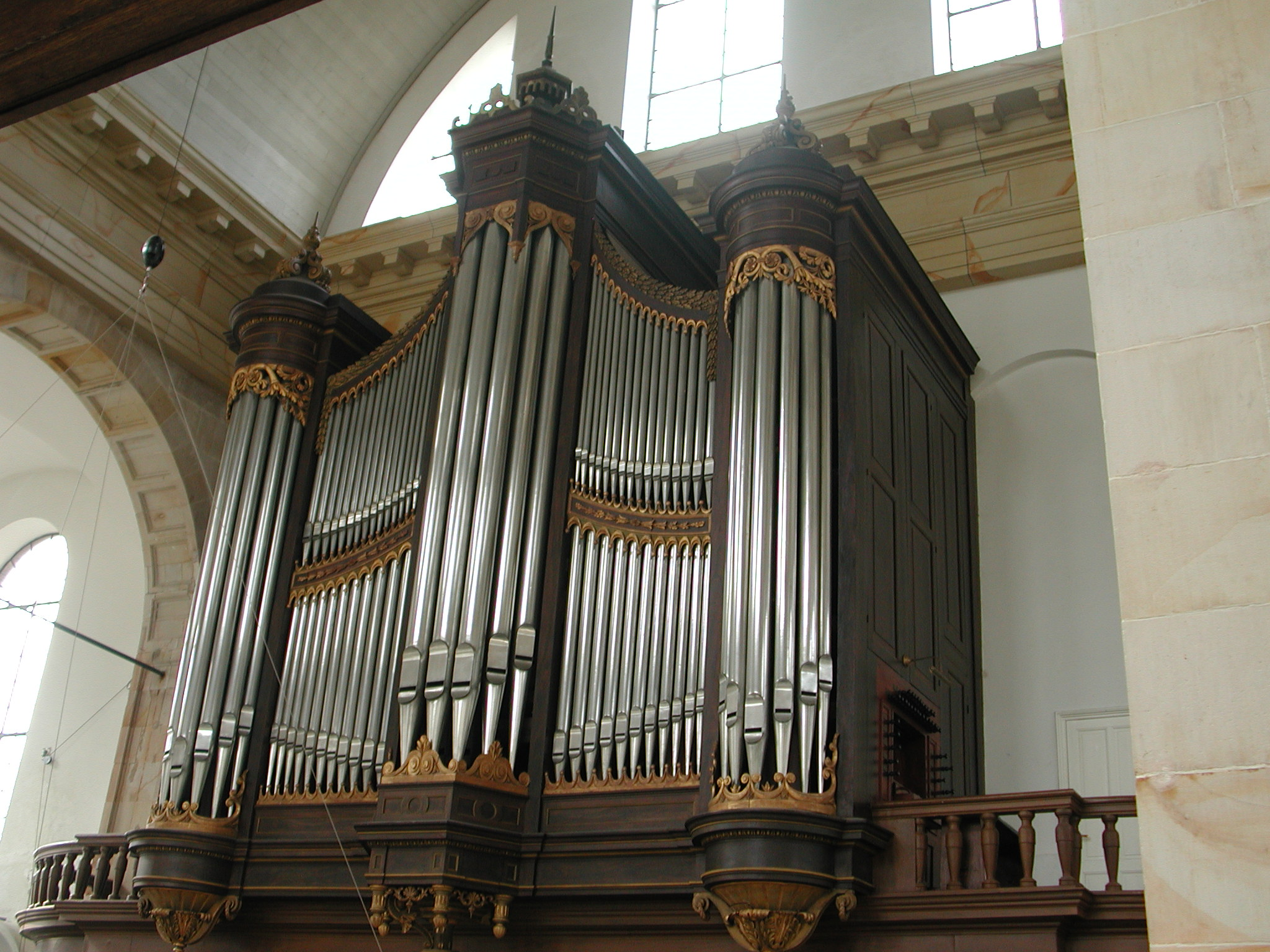
管风琴

东教堂（Oosterkerk）是荷兰阿姆斯特丹的一座17世纪归正会教堂。
东教堂建于1669-1671年，建筑师Daniël Stalpaert。希腊十字平面。正立面临运河。有500人安葬于堂内。
1962年後，此教堂已不再举行宗教仪式，陷入荒廢。1980年代，教堂得到修復。